# Pieranie
Pieranie [pjɛˈraɲɛ] es un pueblo en el distrito administrativo de Gmina Dąbrowa Biskupia, dentro del Distrito de Inowrocław, Voivodato de Cuyavian y Pomerania, en el norte de Polonia. Se encuentra aproximadamente 6 kilómetros al sudoeste de Dąbrowa Biskupia, 16 kilómetros al este de Inowrocław, y 33 kilómetros al sur de Toruń.
El pueblo tiene una población de 190 habitantes.